# العلاقات السنغالية البنمية
العلاقات السنغالية البنمية هي العلاقات الثنائية التي تجمع بين السنغال وبنما.

## مقارنة بين البلدين
هذه مقارنة عامة ومرجعية للدولتين:
| وجه المقارنة                                              | السنغال                                              | بنما                      |
| --------------------------------------------------------- | ---------------------------------------------------- | ------------------------- |
| المساحة (كم2)                                             | 196.72 ألف                                           | 74.18 ألف                 |
| عدد السكان (نسمة)                                         | 15.85 مليون                                          | 4.10 مليون                |
| الكثافة السكانية (ن./كم²)                                 | 80.57                                                | 55.27                     |
| العاصمة                                                   | داكار                                                | بنما                      |
| اللغة الرسمية                                             | لغة فرنسية، اللغة الولوفية، باديارا ‏، اللغة البلنتية | اللغة الإسبانية           |
| العملة                                                    | فرنك غرب أفريقي                                      | بالبوا بنمي، دولار أمريكي |
| الناتج المحلي الإجمالي (بليون دولار)                      | 16.37 مليار                                          | 61.84 مليار               |
| الناتج المحلي الإجمالي (تعادل القوة الشرائية) بليون دولار | 36.62 مليار                                          | 87.37 مليار               |
| الناتج المحلي الإجمالي الاسمي للفرد دولار أمريكي          | 899                                                  | 13.27 ألف                 |
| الناتج المحلي الإجمالي للفرد دولار أمريكي                 | 2.33 ألف                                             | 20.89 ألف                 |
| مؤشر التنمية البشرية                                      | 0.466                                                | 0.780                     |
| رمز المكالمات الدولي                                      | +221                                                 | +507                      |
| رمز الإنترنت                                              | .sn                                                  | .pa                       |
| المنطقة الزمنية                                           | 00                                                   | 00                        |

## منظمات دولية مشتركة
يشترك البلدان في عضوية مجموعة من المنظمات الدولية، منها:
| علم المنظمة | اسم المنظمة                               | تاريخ انضمام السنغال | تاريخ انضمام بنما |
| ----------- | ----------------------------------------- | -------------------- | ----------------- |
|             | يونسكو                                    | 10 نوفمبر 1960       | 10 يناير 1950     |
|             | الفريق المعني برصد الأرض                  | ?                    | ?                 |
|             | مؤسسة التمويل الدولية                     | 31 أغسطس 1962        | 20 يوليو 1956     |
|             | المركز الدولي لتسوية المنازعات الاستشارية | 21 مايو 1967         | 8 مايو 1996       |
|             | منظمة حظر الأسلحة الكيميائية              | ?                    | ?                 |
|             | مؤسسة التنمية الدولية                     | 31 أغسطس 1962        | 1 سبتمبر 1961     |
|             | منظمة التجارة العالمية                    | ?                    | ?                 |
|             | وكالة ضمان الاستثمار متعدد الأطراف        | 12 أبريل 1988        | 21 فبراير 1997    |
|             | الاتحاد البريدي العالمي                   | ?                    | ?                 |
|             | منظمة الشرطة الجنائية الدولية             | ?                    | ?                 |
|             | الأمم المتحدة                             | 28 سبتمبر 1960       | 13 نوفمبر 1945    |
|             | الاتحاد الدولي للاتصالات                  | 15 نوفمبر 1960       | 14 يوليو 1914     |
|             | البنك الدولي للإنشاء والتعمير             | 31 أغسطس 1962        | 14 مارس 1946      |

## وصلات خارجية
- موقع وزارة الخارجية السنغالية
- موقع وزارة الخارجية البنمية